# 48 (număr)
48 (patruzeci și opt) este numărul natural care urmează după 47 și precede pe 49. Este egal cu 4 duzini.

## În matematică
48:
- Este un număr superabundent[1][2]
- Este un număr dublu factorial⁠(d),[3][4] al lui 6.
- Este un Număr extrem compus.[5][6]
- Este un număr icosaedric.[7]
- Este un număr platonic.[8]
- Ca toți ceilalți multipli ai lui 6, este un Număr semiperfect.[9]
- Este al doilea număr 17-gonal.[10]
- Este cel mai mic număr cu exact zece divizori.
- Există 11 soluții la ecuația φ(x) = 48, și anume: 65, 104, 105, 112, 130, 140, 144, 156, 168, 180 și 210. Sunt mai multe decât pentru orice întreg sub 48, făcând numărul 24 să fie un Număr extrem totient.[11][12]
- Deoarece cel mai mare factor prim al lui 482 + 1 = 2305 este 461, care este evident mai mare ca dublul lui 48, 48 este un Număr Størmer.[13][14]
- În baza 10 este un număr harshad.[15] Are ca factori pe 2, 4, 12, și 24.
- Este un număr practic.[16][17]
- Este un număr rotund.[18][19]
- Este numărul de simetrii ale cubului.

## În știință
- Este numărul atomic al cadmiului.

### În astronomie
- Este numărul constelațiilor Ptolemeice.
- Messier 48 este o constelație cu o magnitudine 5,5 în constelația Hidra.
- Obiectul NGC 48 din New General Catalogue este o galaxie spirală barată în constelația Andromeda.
- 48 Doris este o planetă minoră.
- 48P/Johnson este o cometă periodică din sistemul solar.

## În religie
- În Tanakh sunt descrise profețiile a 48 de profeți și 7 profetese.[20]
- Mișna consideră că înțelepciunea Torei este dobândită prin 48 de căi. (Pirkei Avoth 6:6).
- În Budism, Amitābha a făcut 48 de promisiuni de a oferi mântuire la nenumărate ființe prin nenumărați eoni, cu efecte care se spune că se produc doar gândindu-se la numele său, prin practica Nianfo.

## În muzică
- Pianul bine temperat de Johann Sebastian Bach conține câte un preludiu și o fugă în fiecare dintre cele 24 de chei majore și minore, în total 48 de piese.
- „48” este un cântec de Sunny Day Real Estate.
- „48” este un cântec de Tyler, The Creator.
- „Forty eight” (română Patruzeci și opt) este un cântec din albumul Phi al Truckfighters, din 2007.
- „48 Hour Parole” este un cântec de Hollies.
- „48 Crash” este un cântec de Suzi Quatro.
- „Familiar 48” este alt nume sub care este cunoscută formația pop/rock Bonehead.
- În albumul Ænima al formației On Tool exită cântecul „Forty-Six & 2” (română Patruzeci și șase & 2), suma fiind 48.
- AKB48 Group este un grup feminin japonez.

## În sport
- 48 este numărul total de minute la un meci din NBA.

## În alte domenii
Patruzeci și opt se poate referi la:
- Prefixul telefonic internațional al Poloniei.[21]
- Modelul HP-48 S/SX/G/GX/G+/GII.
- Filmul 48 Hour Film Project.
- The First 48, un program american, din 2004 până în prezent.
- 48 Hours este un program TV de știri al CBS.
- 48 Hrs. este un film din 1982 în care au jucat Nick Nolte și Eddie Murphy, urmat de Another 48 Hrs.
- Arizona este al 48-ulea stat al SUA.
- 48 de state ale SUA (fără Alaska și Hawaii) mai sunt cunoscute drept "Lower 48" (română cele 48 de jos – pe hartă) sau "48 contiguous states" (română 48 de state contigue).
- '48 este un roman istoric de James Herbert.
- Cele 48 de legi ale puterii este o carte de Robert Greene.
- 48 este codul ASCII al cifrei „0”.
- Adresele MAC sunt pe 48 de biți (6 octeți).
- Numărul departamentului Lozère din Franța.
- În numerologia chineză, 48 este un număr este un număr de bun augur, care înseamnă „hotărât să prospere”, sau, simplu, „prosperitate”.